# Lasa y Zabala (película)
Lasa y Zabala (título original en euskera Lasa eta Zabala) es una película vasca dirigida por Pablo Malo, estrenada en 2014. En la edición de 2014 del Festival de San Sebastián se llevó premio en la Sección oficial largometraje, aunque fuera de concurso. Fue grabada en Bayona y Tolosa.

## Argumento
Está basada en el caso Lasa y Zabala, el primer acto de terrorismo de Estado realizado por los Grupos Antiterroristas de Liberación (GAL), que secuestraron, torturaron y asesinaron a los miembros de ETA José Antonio Lasa y José Ignacio Zabala en 1983.

## Reparto
| Actor / actriz        | Personaje         |
| --------------------- | ----------------- |
| Unax Ugalde           | Iñigo Iruin       |
| Francesc Orella       | coronel Galindo   |
| Jon Anza              | Joxean Lasa       |
| Cristian Merchan      | Joxi Zabala       |
| Oriol Vila            | Bayo              |
| Ricard Sales          | Dorado            |
| Itziar Ituño          | Amaia             |
| Iñigo Gastesi         | Fede              |
| Patricia López Arnaiz | Izaskun           |
| Sergi Calleja         | Jesús García      |
| Javier Mora           | Vaquero           |
| Pep Tosar             | juez instructor   |
| Aitor Mazo            | Juez vista oral   |
| David Pinilla         | fiscal            |
| Aitor Koteron         | Elgorriaga        |
| Iñaki Rikarte         | Miguel María Lasa |
| Xabier Ortuzar        | Juan María Zabala |